# Ewaporat

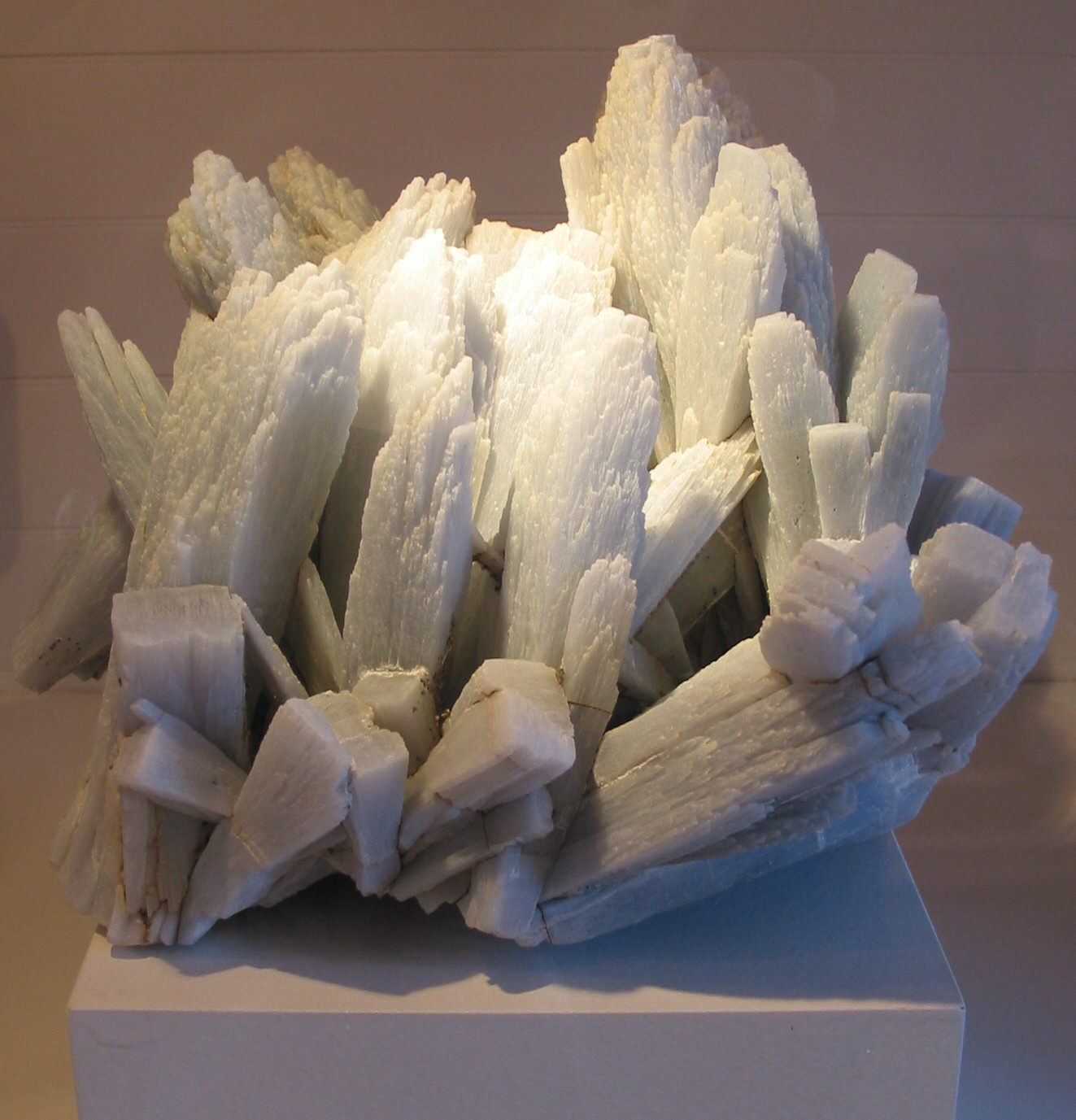
Anhydryt, przykładowy ewaporat

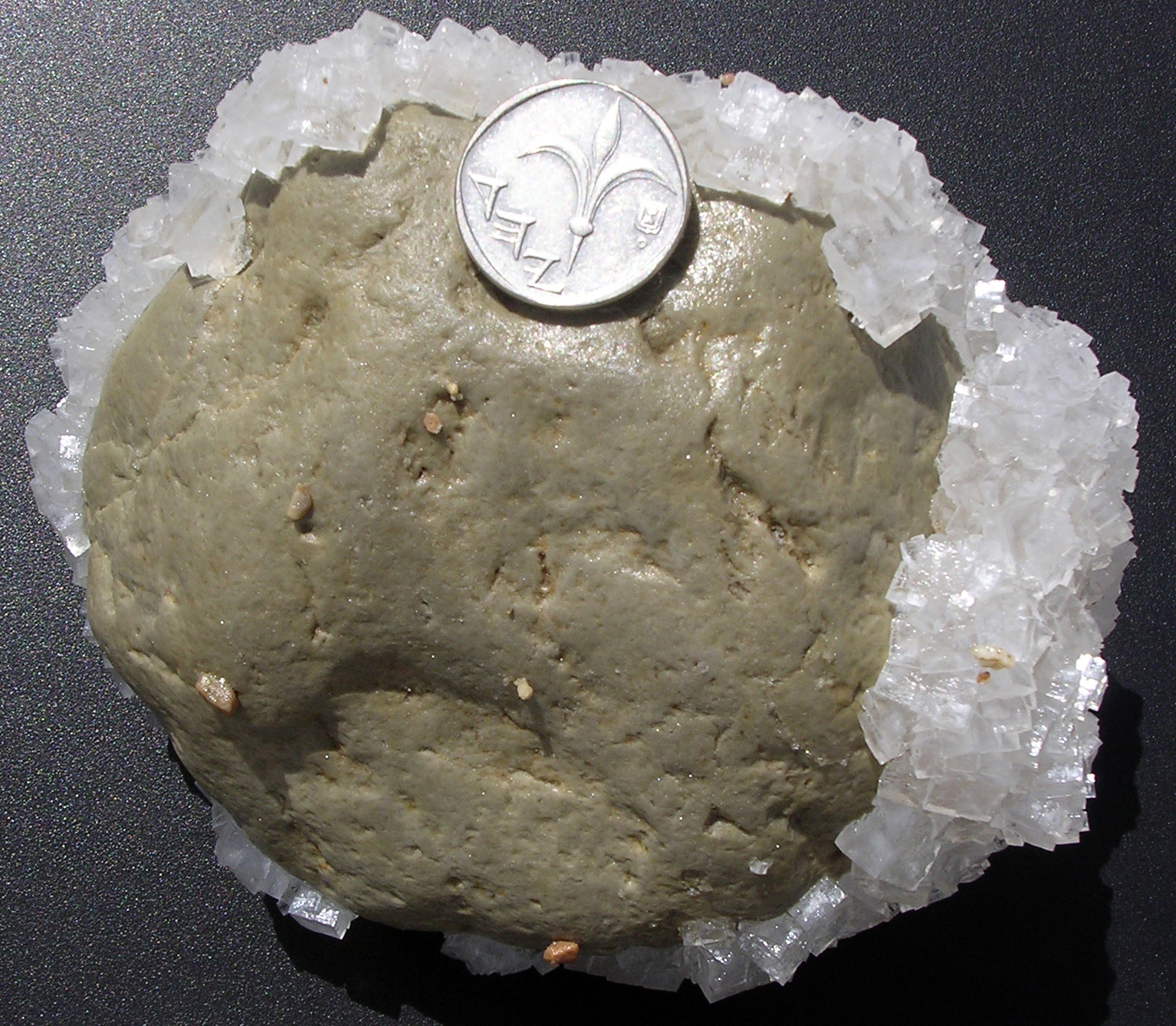
Halit, Izrael

Ewaporaty (ewaporyty) – osady pochodzenia chemicznego, utworzone z łatwo rozpuszczalnych minerałów, które wytrącają się z roztworu wodnego w czasie jego odparowania (łac. evaporatio = parowanie).
Ewaporaty powstają wskutek silnego parowania wody morskiej (zatok, lagun, zamkniętych mórz) lub słonych jezior w klimacie suchym i gorącym.
- Na ogół chemizm wód morskich jest jednolity, dlatego powstające w nich ewaporaty maja również podobny skład. Są to najczęściej skały gipsowe, anhydrytowe, sole kamienne i potasowo-magnezowe.
- Bardziej zmienny skład chemiczny wykazują wody jeziorne, dlatego też tworzące się tu ewaporaty mają bardziej różnorodny strukturę mineralną. Wskutek ewaporacji wód jeziornych tworzą się osady węglanów sodu, osady mirabilitowe i tenardytowe, osady borowe, skały azotanowe. Osady pochodzenia jeziornego są mało rozpowszechnione w skorupie ziemskiej.

Ewaporaty składają się z chlorków i siarczanów sodu, potasu, magnezu, wapnia oraz niektórych węglanów, boranów i azotanów.
Do ewaporatów należą: gips, anhydryt, dolomit, halit, sylwin, glauberyt, kizeryt, karnalit, kainit, epsomit, mirabilit, tenardyt, boracyt, colemanit, uleksyt, boraks rodzimy, soda rodzima (natron).

Minerały ewaporatowe wytracają się w ściśle określonej kolejności, zgodnie z tzw. „cyklem ewaporatowym”, tj.:
1. kalcyt, CaCO3 (w rzadkich wypadkach nie występuje)
2. dolomit, CaMg(CO3)2
3. gips, CaSO4·2H2O (czasami nie występuje)
4. anhydryt, CaSO4
5. polihalit(inne języki), K2Ca2Mg(SO4)4·2H2O[1]
6. halit, NaCl
7. sylwin, KCl
8. sole potasowo-magnezowe.

Ewaporaty są skałami pospolitymi i szeroko rozpowszechnionymi w wielu rejonach Ziemi.
Tworzą się współcześnie w strefie półpustynnego i gorącego klimatu, gdzie opady są znikome, m.in. w Kalifornii i Nevadzie oraz na Bliskim Wschodzie (rejon zatoki Perskiej). Powstają w odciętych od morza lagunach lub w wypełnionych wodą zagłębieniach nadmorskich równin (sebkha), również na obrzeżach jezior słonych (playa).
Na obszarze dzisiejszej Polski pokłady ewaporatów tworzyły się kilkakrotnie:
- w permie – złoża soli kamiennej i gipsów oraz anhydrytów okolic Kłodawy i Inowrocławia oraz złoża anhydrytów w Nowej Soli na Śląsku i okolicach Polkowic
- w miocenie – złoża w miejscowościach: Wieliczka i Bochnia (sól kamienna, anhydryty), dolina Nidy (gipsy)